# ميليسا هانان
ميليسا هانان (بالإنجليزية: Melissa Hannan)‏ هي كاتبة غنائية ومغنية أسترالية، ولدت في 1962.